# نماد مجارستانی
نماد مجارستانی شناسه نام‌گذاری کنوانسیون در برنامه‌نویسی کامپیوتر است، که در آن نام یک متغیر یا تابع نشان‌دهندهٔ قصد یا نوع داده‌ها است. نشانه‌گذاری‌های اصلی مجارستانی از نوع نام‌گذاری در کنوانسیون برنامه‌های مجارستانی استفاده می‌کند، زیرا در بخش توسعه برنامه‌های مایکروسافت در ورد، اکسل و سایر برنامه‌ها، محبوب شده‌است.

## مثال‌ها
- bBusy : نوع داده بولی
- chInitial : کاراکتر
- cApples : تعداد موارد
- dwLightYears : کلمه دو (سیستم)
- fBusy : پرچم (یا شناور)
- nSize : عدد صحیح (سیستم) یا شمارش (برنامه)
- iSize : عدد صحیح (سیستم) یا شاخص (برنامه)
- fpPrice : نقطه شناور
- dbPi: دوبل (سیستم)
- pFoo: نشانگر
- rgStudents : آرایه یا دامنه
- szLastName : رشته صفر خاتمه یافته
- u16Identifier : صحیح ۱۶ بیت بدون علامت (سیستم)
- u32Identifier : عدد صحیح ۳۲ بیت بدون علامت (سیستم)
- stTime : ساختار زمان ساعت
- fnFunction : نام تابع
- pszOwner : اشاره‌گر به رشته صفر است
- rgfpBalances : آرایه‌ای از مقادیر شناور نقطه
- aulColors : آرایه‌ای از طول نامعلوم (سیستم)[۱]